# Patrick Adiarte
Patrick Robert Adiarte (2. srpna 1942 Manila – 15. dubna 2025 Los Angeles) byl americký herec a tanečník filipínského původu. Hrál například ve filmu Král a já, muzikálu Flower Drum Song či seriálu M*A*S*H, kde ztvárnil Ho-Jona.

## Životopis
Patrick Robert Adiarte se narodil 2. srpna 1942 v Manile. On i ostatní členové rodiny byli v únoru 1945 během druhé světové války uvězněni Japonci na ostrově Cebu. Jeho otec působil jako kapitán u ženijního sboru americké armády. V březnu 1942 byl zabit.
Po válce se zbytek rodiny dostal přes Ellis Island až do amerického New Yorku.
Po emigraci se začal věnovat divadlu. Svou první roli získal ve filmu Král a já, kde hrál prince Chulalongkorna. Dále si zahrál v muzikálu Flower Drum Song. Jeho nejvýraznější rolí byl korejský sirotek Ho-Jon v seriálu M*A*S*H. Objevil se v sedmi epizodách.
Převážně se živil tancem. Vystupoval například i na Broadwayi. Pracoval například s tanečníkem Genem Kelleym.
Zemřel 15. dubna 2025 v nemocnici v Los Angeles na zápal plic.

## Filmografie (výběr)

### Filmy
- Král a já (1956)
- High Time (1960)
- Flower Drum Song (1961)

### Televize
- M*A*S*H (1972–1973)